# Diário da Manhã (nº especial)
Diário da Manhã : número especial comemorativo da visita de S. M. a rainha Isabel II de Inglaterra foi publicado pela Companhia Nacional Editora em Fevereiro de 1957 como suplemento do jornal Diário da Manhã existente entre 1931 e 1972